# Безкрил корморан
Безкрилият корморан (Phalacrocorax harrisi), известен още като Галапагоски нелетящ корморан, е вид корморан, ендемичен обитател на Галапагоските острови. Уникален е с това, че е единственият корморан, който е загубил способността си да лети.
Галапагоският корморан спада към най-редките морски птици в света и сега съществуват само 1500 екземпляра.

## Описание
Безкрилият корморан е най-големият съществуващ член от семейство Корморанови, с дължина 1 м и тегло 2,5 – 5 кг (двойно по-тежко от това на другите корморани), а крилата му са около една трета от размера му, което би било необходимо за размерът на крилата при една летяща птица. С течение на времето той е изгубил способността си да лети, защото в неговия ареал, не е заплашван от други животни.
Както всички корморани, тази птица е добър плувец, има плавателна ципа между пръстите и силни крака.
Корморанът прилича малко на патица, въпреки че има някои малки разлики (с изключение на късите си крила). Той има дълъг клюн и око, което има тюркоазен цвят. Както всички членове на семейството на кормораните, всичките четири пръсти на краката са свързани с ципеста кожата. Мъжките и женските екземпляри са сходни на външен вид, въпреки че мъжките са склонни да бъдат по-големи. Младите по принцип са на външен вид подобни на възрастните, но се различават по това, че те са с лъскаво и черно на цвят оперение и с тъмни очи.
Подобно на други корморани, перата на тази птица не са водоустойчиви, и те прекарват времето след всяко гмуркане в сушене на малките си крила на слънчева светлина. При полет контурните им пера са много подобни на тези на другите корморани, но по тялото им перата са много по-дебели, по-меки, по-плътни и много повече.
Те плуват точно под повърхността на плитка морска вода.

## Хранене
Безкрилият корморан се храни с риба, змиорки, малки октоподи, и други малки същества. Те се хранят близо до дъното на морето на не повече от 100 m дълбочина.

## Разпространение и местообитание
Тази уникална птица е ендемична на островите Галапагос, Еквадор, където има много ограничен обхват. Корморанът обитава само два от Галапагоските острови-един от които е Фернандина, установили се предимно на източното крайбрежие, както и по северните и западните брегове на остров Изабела.
Този вид обитава скалистите брегове на вулканичните острови. Той се фуражи в плитките крайбрежни води, включително заливи и проливи.

## Поведение и размножаване
Разпространението им има тенденция да се проведе по време на най-студените месеци (юли-октомври), когато морската храна е най-богата и се намалява риска от топлинен стрес.
Ухажването на този вид започва в морето, мъжкият и женската плуват наоколо помежду си, вратовете им се наведени в позиция подобна на змия. След това те преминават на земята. Обемистите им гнезда от водорасли, се намират точно над най-големия прилив марка.
Женската определя три белезникави яйца на съединителя, макар и обикновено само едно пиленце да оцелява. След като яйцата са се излюпили, двамата родители продължават да споделят отговорностите за хранене и те защитават пиленцата от излагане на топлина и студ, но след като пиленцата са достатъчно възрастни, за да бъдат независими и ако хранителните доставки са в изобилие, женската ще напусне мъжкият да извършват допълнителна родителство, и тя ще си намери нов партньор. Женските могат да се размножават три пъти в рамките на една година. Така, въпреки че числеността на тяхното население е малка, кормораните могат да се възстановят сравнително бързо от екологични катастрофи.

## История и опазване
Като няма врагове, а храната си доставя предимно чрез гмуркане постепенно птицата губи способността си да лети. Въпреки това, след като островите са открити от човека, на тях са пренесени хищници: котки, кучета и други. В допълнение, тези птици нямат страх от хората и може лесно да се приближиват до тях.
В миналото, са пренесени и скитащите кучета, които са сериозна заплаха за видовете на остров Изабела, но те скоро са ликвидирани от острова. Бъдещото въвеждане на плъхове и котки на остров Фернандина е също потенциална заплаха за вида. Риболовът с мрежи също грози вида да изчезне, това не само намалява наличието на храна за корморана, но и често при риболова птиците се хващатат в мрежите и биват убити.
Фактът, че този уникална адаптирана птица е намерена в толкова малък обхват и в такъв малък брой увеличава значително неговата уязвимост на случайни събития, като екологични бедствия (особено замърсяване с нефт), екстремни климатични събития или епидемии и пренасяне на хищници. И все пак, способността им да се размножават бързо може да позволи да се възстановяват от бедствия.
Поради тези фактори, безкрилия корморан е една от най-редките птици в света. Изследване, проведено през 2004 г. от станция Чарлз Дарвин показват, че съществуват около 1500 индивида. През 2009 г. Birdlife.org зададете броя на екземплярите на безкрилия корморан само на 900 индивида, въпреки че по-нова оценка през 2011 г. е 1679 екземпляра. По-рано Той е класифициран като застрашен от IUCN, но скорошно изследване показва, че не е толкова рядкък, колкото се смяташе дотогава и че населението му се стабилизира.
Всички популациите на този вид са открити в рамките на Национален парк Галапагос и морския резерват, освен това, архипелага е определена като обект на световното наследство през 1979 г. Видът се считат за уязвим и той се опазва. Предложенията за опазване на вида включват продължаването на годишни програми за мониторинг, намаляването на смущения, предизвикани от човека, както и предотвратяване на риболов с мрежи в хранителния кръг на птицата.